# Nancy
Nancy is een stad en gemeente in Frankrijk. De gemeente telde op 1 januari 2022 104.387 inwoners. Het is de hoofdstad van het departement Meurthe-et-Moselle in de regio Grand Est (Lorraine). De stad ligt aan de rivier de Meurthe.
Nancy is ontstaan in de 11e eeuw en was in het verleden de hoofdstad van het hertogdom Opper-Lotharingen. Het in de stad gelegen plein, Place Stanislas is sinds 1983 Werelderfgoed.

## Geschiedenis
Door het Verdrag van Ribemont (880) kwam Lotharingen bij Oost-Francië, als het Hertogdom Lotharingen. Tot 1542 zou het gebied rond Nanzig, zoals Nancy toen heette, een deel van Oost-Francië (Duitsland) en later het Heilige Roomse Rijk blijven.

### Hoofdstad van Lotharingen
De plaats ontstond rond 1050 op initiatief van Gerard van Lotharingen, de hertog van het "hertogdom van de Moezel" (later Opper-Lotharingen genoemd). Hij bouwde een feodaal kasteel en een ommuurde nederzetting halfweg tussen Metz en Saint-Nicolas-de-Port. Deze nederzetting (op de plaats van de huidige wijk Saint-Epvre) lag op moerassige grond en had regelmatig te maken met overstromingen van de Meurthe. In de 12e eeuw werd de parochiekerk Saint-Epvre gebouwd. Onder de opvolgers van Gerard van Lotharingen zou de nederzetting uitgroeien tot de hoofdstad van Lotharingen in de veertiende eeuw. Onder Ferry III werd in 1298 begonnen met de bouw van een nieuw kasteel ten noordoosten van de oude stad, maar pas onder Rudolf (1328-1346) kreeg Nancy echt het karakter van een hertogelijke residentie.
Karel de Stoute, de hertog van Bourgondië, had veel bezittingen in de Nederlanden. Hij probeerde het noordelijke deel (Nederlanden) te verenigen met het zuidelijke deel (Bourgondië). Hierbij lag enkel het hertogdom Lotharingen in de weg. Met het beleg van Nancy in 1477 probeerde hij de stad en het hertogdom te heroveren, maar dit lukte niet. Karel de Stoute liet zelf het leven bij de slag. Met het verdrag van Neurenberg van 1542 slaagde Anton van Lotharingen erin dat Lotharingen tot zelfstandig hertogdom werd verklaard, dat noch bij het Heilige Roomse Rijk, noch bij koninkrijk Frankrijk hoorde.
In deze tijd kende de stad een bloeitijd. Er kwam een universiteit in de stad en er waren veel invloedrijke kunstenaars actief. De stad en het slot werden verfraaid en de stad kreeg ook een nieuwe omwalling met bastions. Rond 1500 werd een eerste brug over de Meurthe gebouwd, de Pont de Malzéville. Om de groeiende bevolking te huisvesten werd onder hertog Karel III begonnen met de bouw van een nieuwe stad ten zuiden van de oude stad.

### Franse dreiging en bezettingen
In de eerste helft van de zeventiende eeuw had koning Lodewijk XIII van Frankrijk het plan om de oostgrenzen van het koninkrijk uit te breiden naar de Rijn, waardoor Lotharingen, de Elzas en de Franche-Comté door Frankrijk dreigden veroverd te worden. In 1631 vielen de Fransen het hertogdom binnen en in 1632 moest Karel IV van Lotharingen zich aan Frankrijk onderwerpen en het verdrag van Vic ondertekenen. Met de Vrede van de Pyreneeën in 1659 werd het grootste deel van Lotharingen teruggegeven aan de hertog. De vesting Nancy moest echter worden gesloopt. Twee jaar later verlieten de Fransen het hertogdom en kon Karel IV naar zijn land terugkeren. De stad had niet enkel te lijden onder de oorlog maar ook onder pestuitbraken.
Onder de oorlogszuchtige Lodewijk XIV van Frankrijk palmden de Fransen in 1670 het hertogdom terug in en vluchtte Karel IV naar Duitsland. De Fransen bouwden nieuwe vestingwerken die enkele decennia later alweer werden afgebroken. Pas met de Vrede van Rijswijk van 1697 kwam er een eind aan de Franse bezetting, waardoor Leopold van Lotharingen in het bezit van de stad kwam. Enkele jaren later, bij het uitbreken van de Spaanse Successieoorlog (1702-1713), werd Nancy opnieuw door de Fransen bezet. Tijdens de regentschappen van Karel V en van Leopold breidde de stad zich uit. Ook op cultureel vlak nam de stad inmiddels een vooraanstaande plaats in.

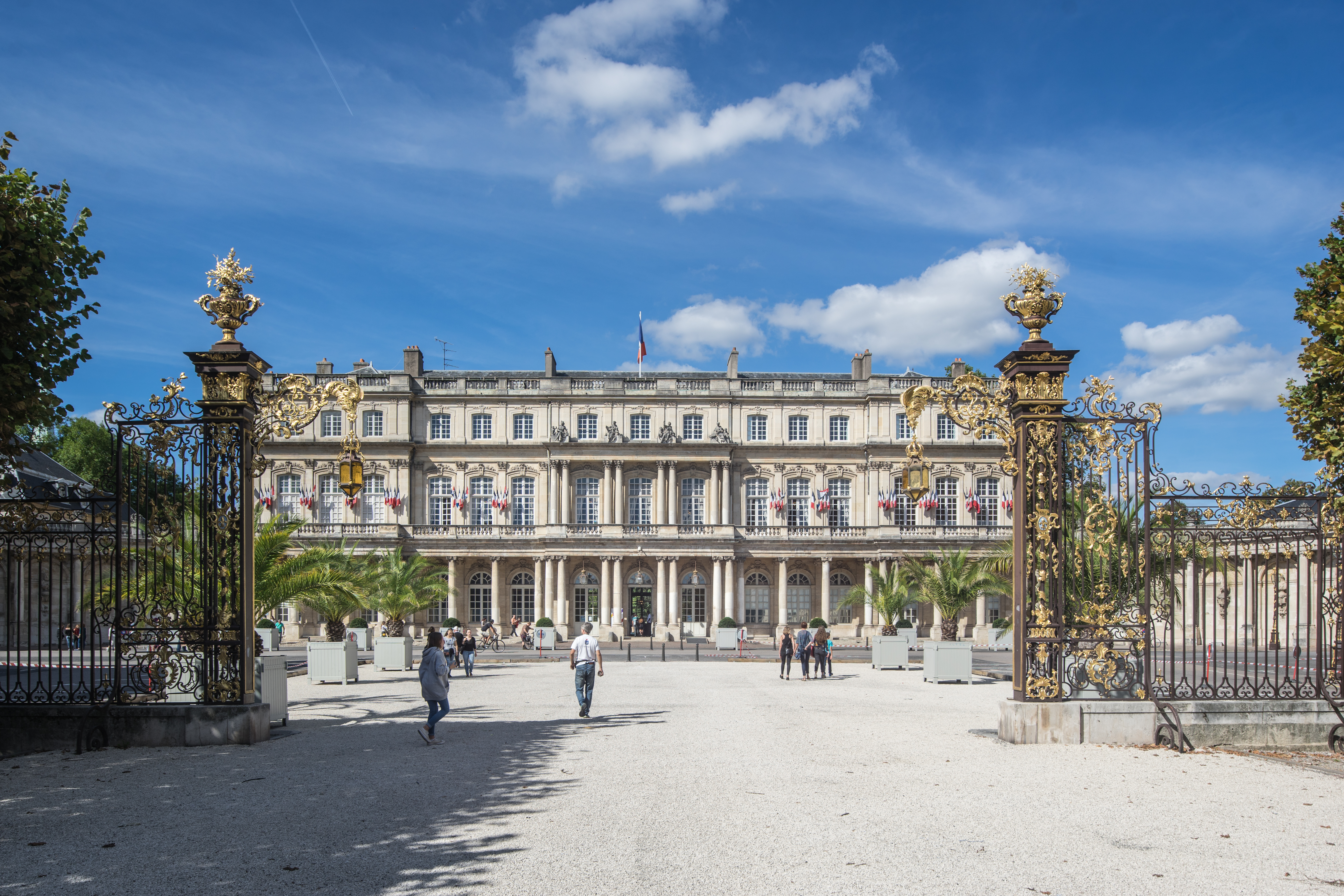
Het Palais du Gouvernement (18e eeuw)

Toen in 1733 de Poolse Successieoorlog uitbrak werd het hertogdom weer door Frankrijk bezet. Vervolgens werd Lotharingen de inzet van een ingewikkelde ruil. Hertog Frans III van Lotharingen (later keizer van het Heilige Roomse Rijk) droeg het hertogdom in 1737 over aan Stanislaus Leszczyński, de afgezette koning van Polen. Hij transformeerde de stad: door de aanleg van drie monumentale pleinen verbond hij de oude en de nieuwe stad met elkaar. Na een lang en zeer welvarend bewind waarbij Stanislaus regeerde als een verlicht heerser, overleed de laatste hertog van Lotharingen in 1766. Volgens een afspraak met zijn schoonzoon, Lodewijk XV van Frankrijk, ging Lotharingen naar Frankrijk. Het werd een Franse provincie (met een speciaal statuut) tot aan de Franse Revolutie. Vanaf 1778 was Nancy de zetel van een bisschop.

### 19e eeuw
De 19e eeuw bracht de aanleg van het Marne-Rijnkanaal en de aanleg van de spoorlijn Parijs-Straatsburg. In 1871, na de Frans-Duitse Oorlog, bleef Nancy Frans. Dit in tegenstelling tot de Elzas en het departement Moselle, met Straatsburg en met Metz, die aan het keizerrijk Duitsland overgedragen moesten worden. Voor Nancy luidde dit een gouden tijd in; veel Fransen uit de door het Duitse Keizerrijk geannexeerde gebieden weigerden de Duitse nationaliteit aan te nemen en vestigden zich in Nancy.
Vanuit Nancy startte rond 1890 in Frankrijk de beweging van de art nouveau (of jugendstil). De bekendste namen van deze School van Nancy zijn Émile Gallé, Antonin Daum, Louis Majorelle, Victor Prouvé en Eugène Vallin. In de stad bevonden zich een aantal vooraanstaande glaskunstateliers, waaronder de Établissements Gallé die tot 300 arbeiders tewerk stelde.
Hoogtepunt van deze bloeitijd voor de stad was de Exposition internationale de l'Est in 1909, een tentoonstelling die zes maanden duurde en twee miljoen bezoekers naar de stad lokte.

### 20e eeuw
Gedurende de Eerste Wereldoorlog werd de stad langere tijd gebombardeerd door Duits langeafstandsgeschut, wat grote materiële schade veroorzaakte.
Na de Tweede Wereldoorlog werd Nancy zoals veel Franse steden geconfronteerd met woningnood. Er kwamen nieuwe woonwijken in Nancy en de omringende gemeenten. De opening in 1971 van de A31, de autosnelweg naar Metz, zorgde voor een nieuwe ontsluiting van de stad.

## Geografie
De oppervlakte van Nancy bedroeg op 1 januari 2022 15,01 vierkante kilometer; de bevolkingsdichtheid was toen 6.954,5 inwoners per km².
Nancy ligt grotendeels in de riviervlakte van de Meurthe en deze rivier vormt de oostelijke grens van de gemeente. Evenwijdig met de Meurthe ligt het Marne-Rijnkanaal. In het noordwesten van de gemeente ligt het Plateau de Haye, een gebied dat vroeger bebost was. Het Fôret de Haye ligt nu verder naar het westen maar is nog steeds meer dan 10.000 ha groot.
De onderstaande kaart toont de ligging van Nancy met de belangrijkste infrastructuur en aangrenzende gemeenten.

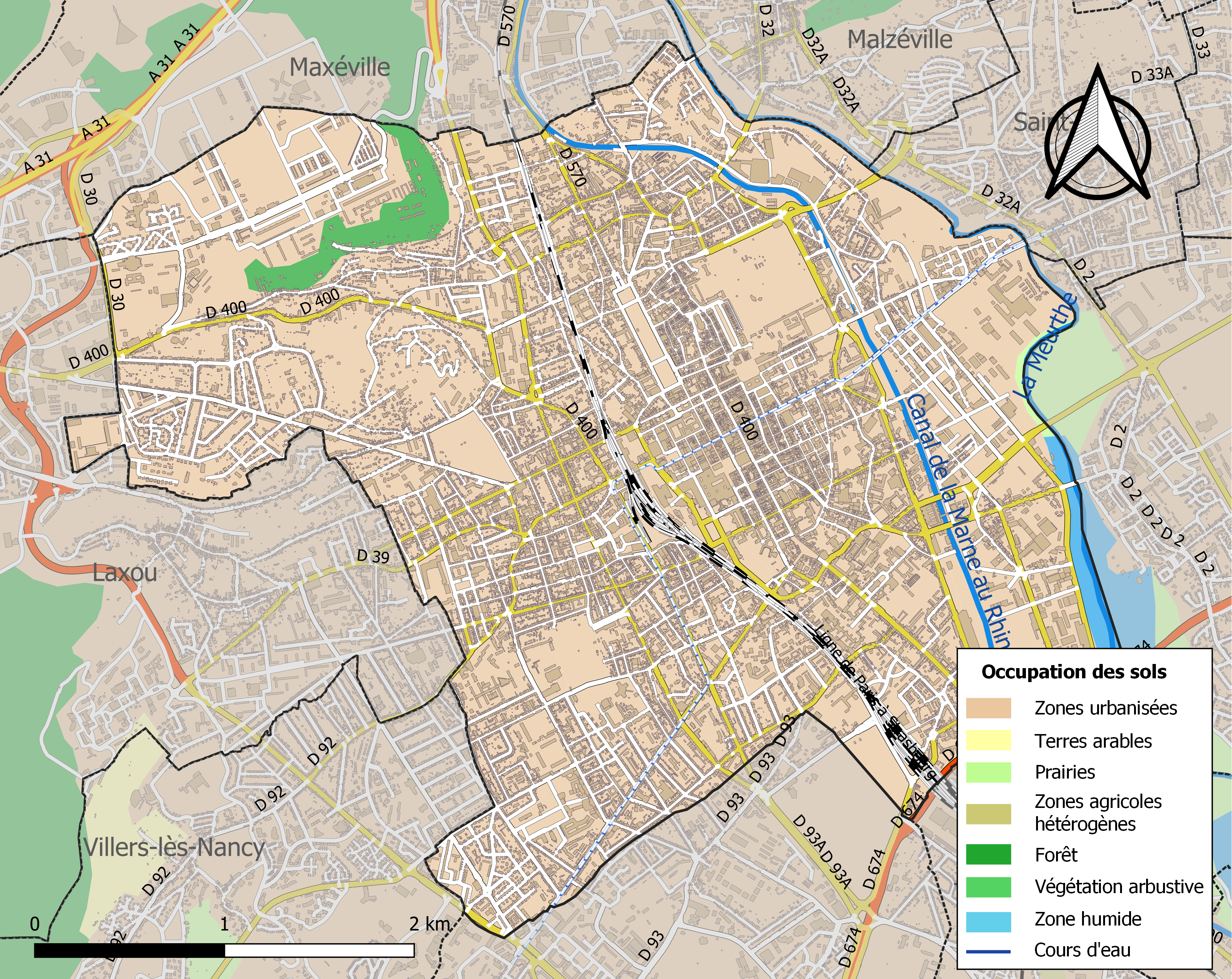

## Demografie
Tussen 1871 en 1910 verdubbelde de bevolking tot meer dan 120.000. Dit was voor een groot deel het gevolg van de instroom van vluchtelingen uit Elzas en Moselle, die ingelijfd waren bij het Duitse Keizerrijk.
Onderstaande figuur toont het verloop van het inwonertal (bron: INSEE-tellingen).

## Verkeer en vervoer

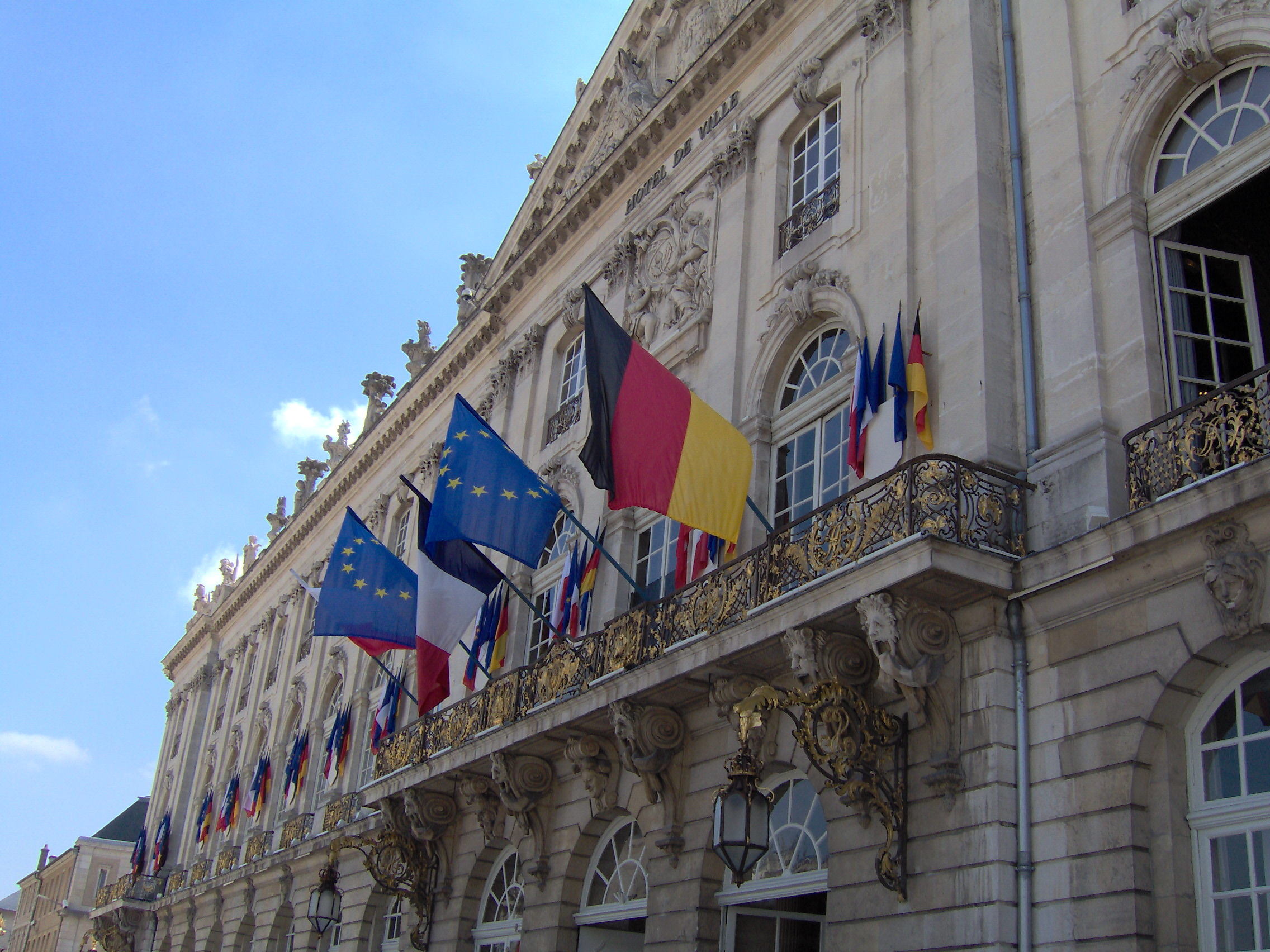
Stadhuis

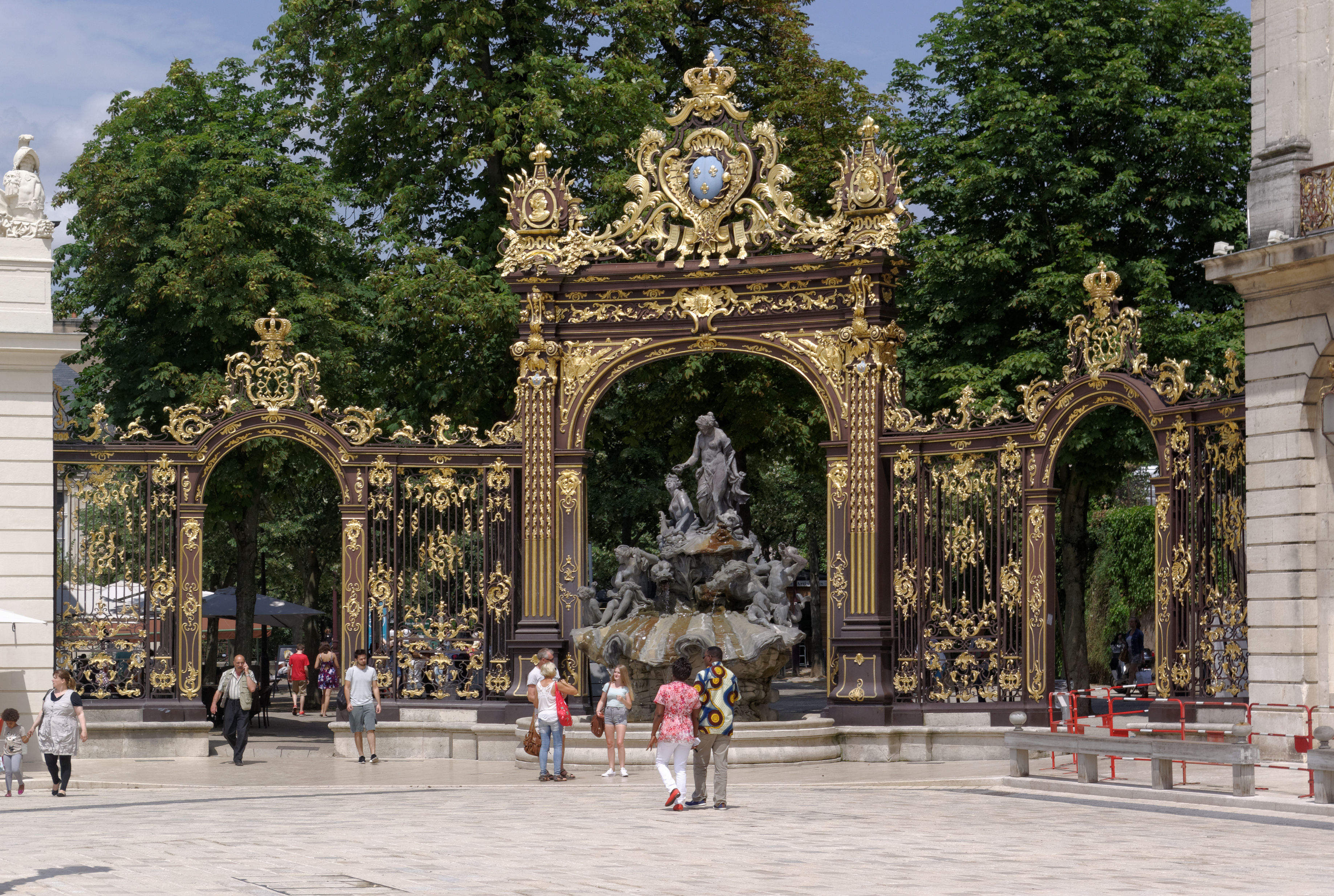
Fontein op het Stanislasplein

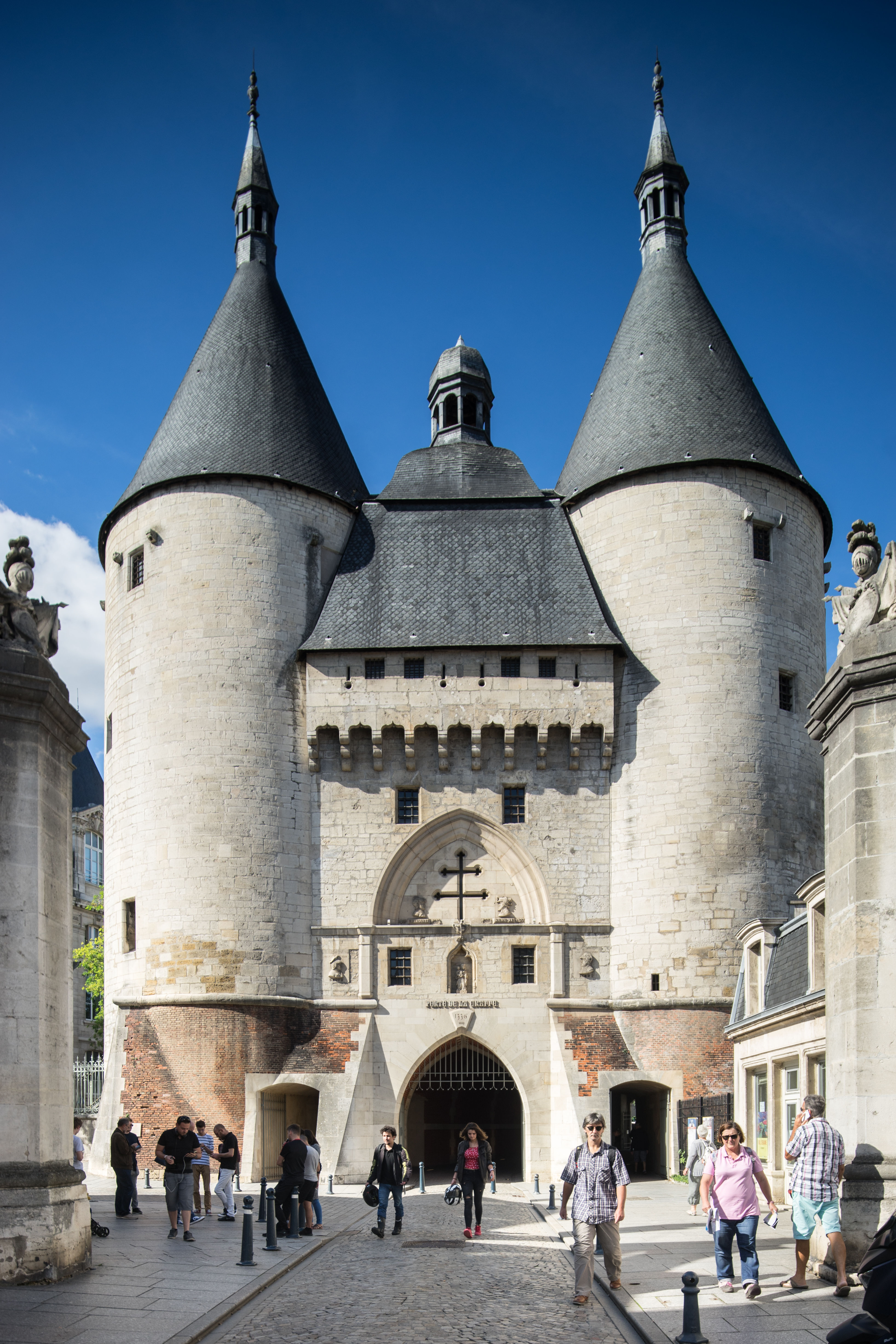
Porte de la Craffe

Stadsvervoerbedrijf STAN exploiteerde tot 5 april 2025 een bandentramlijn (geleide bus) en exploiteert meerdere stadsbuslijnen.
Nancy ligt aan de A31, die Luxemburg met Dijon verbindt. Via de A33 kan men richting Straatsburg reizen.
De stad wordt bediend door het spoorwegstation Nancy-Ville. Het spoorwegstation Nancy-Saint-Georges is gesloten. 

## Bezienswaardigheden
In 1976 werd het historische centrum van de stad als geheel beschermd. Deze secteur sauvegardé werd later nog uitgebreid van 150 ha naar 166 ha.

### Werelderfgoed
Zie: Place Stanislas, Place de la Carrière en Place d'Alliance.

### Ander erfgoed
De Tour de la Commanderie Saint-Jean du Vieil-Aître uit 1140 is het oudste nog bestaande gebouw van de stad. Deze toren hoorde bij een commanderij van de hospitaalridders.

### Musea
- Musée des beaux-arts de Nancy, Place Stanislas.
- Musée Lorrain, Palais des Ducs de Lorraine.
- Musée de l'École de Nancy in de voormalige woning van Eugène Corbin.
- Muséum-aquarium de Nancy, Université Nancy.

## Sport
Nancy is de thuishaven van voetbalclub AS Nancy-Lorraine. De club speelt haar wedstrijden in het Stade Marcel Picot.
Nancy is 18 keer etappeplaats geweest in de wielerkoers Ronde van Frankrijk. In 1962 en 1966 startte de Ronde van Frankrijk in Nancy. Met twee ritzeges won de legendarische Fausto Coppi (in 1949 en 1952) het vaakst in Nancy. In 2019 was Elia Viviani de laatste ritwinnaar in Nancy.

## Onderwijs
- ICN Business School

## Geboren
- Yolande van Lotharingen (1428-1483), hertogin van Lotharingen
- Christine van Lotharingen (1565-1637, groothertogin van Toscane
- Jean Lamour (1698-1771), siersmid
- Frans I (1708-1765), keizer van het Heilige Roomse Rijk
- Pierre-François Hugues d’Hancarville (1719-1805), kunstverzamelaar en kunsthistoricus
- Jean Baptiste Isabey 1767-1855), portretschilder en miniaturist
- Edmond de Goncourt (1822-1896), schrijver, criticus en oprichter van de Académie Goncourt
- Eugène Gigout (1844-1925), organist en componist
- Émile Gallé (1846-1904), art-nouveaukunstenaar
- Henri Poincaré (1854-1912), wiskundige
- Hubert Lyautey (1854-1934), generaal
- Victor Prouvé (1858-1943), art-nouveau-schilder, beeldhouwer en graveur
- Lucien Weissenburger (1860-1929), art-nouveau-architect
- Émile André (1871-1933), art-nouveau-architect en kunstenaar
- Elisabeth de Gramont (1875-1954), schrijfster
- Lucien Febvre (1878-1956), historicus
- Georges Sadoul (1904-1967), filmhistoricus
- François Jacob (1920-2013), bioloog en Nobelprijswinnaar (1965)
- Georges Marchal (1920-1997), acteur
- Catherine Sauvage (1929-1998), zangeres, actrice en componiste
- Claude Prouvé (1929-2012), architect
- Nicolas Philibert (1951), filmregisseur van documentaires
- José Touré (1961), voetballer
- Virginie Despentes (1969), schrijfster en filmregisseur
- Tony Vairelles (1973), voetballer
- Vincent Hognon (1974), voetballer
- Sébastien Schemmel (1975), voetballer
- Matthieu Delpierre (1981), voetballer
- Julien Tournut (1982), voetballer
- Michaël Chrétien Basser (1984), Marokkaans voetballer
- Maxime Chanot (1989), voetballer

## Stedenbanden
- Cincinnati (Verenigde Staten), sinds 1991
- Kanazawa (Japan), sinds 1973
- Karlsruhe (Duitsland), sinds 1955
- Kiryat Shmona (Israël), sinds 1984
- Lublin (Polen), sinds 1988
- Luik (België), sinds 1954
- Newcastle (Verenigd Koninkrijk), sinds 1954
- Padua (Italië), sinds 1964